# Nystalea melites
Nystalea melites är en fjärilsart som beskrevs av William Schaus 1939. Nystalea melites ingår i släktet Nystalea och familjen tandspinnare. Inga underarter finns listade i Catalogue of Life.